# Collegio uninominale Lombardia 1 - 05 (2020)
Il collegio elettorale uninominale Lombardia 1 - 05 è un collegio elettorale uninominale della Repubblica Italiana per l'elezione della Camera dei deputati.

## Territorio
Come previsto dalla legge n. 51 del 27 maggio 2019, il collegio è stato definito tramite decreto legislativo all'interno della circoscrizione Lombardia 1.
È formato dal territorio di 31 comuni della città metropolitana di Milano: Arconate, Arluno, Bernate Ticino, Buscate, Busto Garolfo, Canegrate, Casorezzo, Castano Primo, Cerro Maggiore, Cornaredo, Cuggiono, Dairago, Inveruno, Legnano, Magnago, Mesero, Nerviano, Nosate, Ossona, Parabiago, Pogliano Milanese, Pregnana Milanese, Rescaldina, Robecchetto con Induno, San Giorgio su Legnano, San Vittore Olona, Settimo Milanese, Turbigo, Vanzaghello, Vanzago e Villa Cortese.
Il collegio è parte del collegio plurinominale Lombardia 1 - 01.

## Eletti
| Elezione | Elezione | Deputato      | Partito                  |
| -------- | -------- | ------------- | ------------------------ |
|          | 2022     | Laura Ravetto | Lega per Salvini Premier |

## Dati elettorali

### XVIII legislatura
Come previsto dalla legge elettorale, 147 deputati sono eletti con sistema a maggioranza relativa in altrettanti collegi uninominali a turno unico.
| Candidati                                 | Candidati               | Voti    | %     | Liste                          | Voti    | %     |
| ----------------------------------------- | ----------------------- | ------- | ----- | ------------------------------ | ------- | ----- |
|                                           | Laura Ravetto ✔️ Eletto | 93 142  | 50,90 | Fratelli d'Italia              | 53 783  | 29,39 |
| Lega per Salvini Premier                  | Laura Ravetto ✔️ Eletto | 93 142  | 50,90 | 24 216                         | 13,23   |       |
| Forza Italia                              | Laura Ravetto ✔️ Eletto | 93 142  | 50,90 | 13 808                         | 7,55    |       |
| Noi moderati/Lupi - Toti - Brugnaro - UDC | Laura Ravetto ✔️ Eletto | 93 142  | 50,90 | 1 335                          | 0,73    |       |
|                                           | Sara Bettinelli         | 49 352  | 26,97 | Partito Democratico-IDP        | 35 227  | 19,25 |
| Alleanza Verdi e Sinistra                 | Sara Bettinelli         | 49 352  | 26,97 | 6 852                          | 3,74    |       |
| +Europa                                   | Sara Bettinelli         | 49 352  | 26,97 | 6 531                          | 3,57    |       |
| Impegno Civico - Centro Democratico       | Sara Bettinelli         | 49 352  | 26,97 | 742                            | 0,41    |       |
|                                           | Andrea Sfondrini        | 16 031  | 8,76  | Azione - Italia Viva - Calenda | 16 031  | 8,76  |
|                                           | Riccardo Olgiati        | 15 775  | 8,62  | Movimento 5 Stelle             | 15 775  | 8,62  |
|                                           | Alessandra Roggia       | 3 291   | 1,80  | Italexit                       | 3 291   | 1,80  |
|                                           | Stefano Amann           | 2 055   | 1,12  | Unione Popolare                | 2 055   | 1,12  |
|                                           | Andrea Grattarola       | 2 017   | 1,10  | Italia Sovrana e Popolare      | 2 017   | 1,10  |
|                                           | Luisa Forlini           | 1 149   | 0,63  | Vita                           | 1 149   | 0,63  |
|                                           | Erminio Martucci        | 182     | 0,10  | Noi di Centro – Europeisti     | 182     | 0,10  |
| Totale                                    | Totale                  | 182 994 | 100   |                                | 182 994 | 100   |
|                                           |                         |         |       |                                |         |       |
| Schede bianche                            | Schede bianche          | 2 020   | 1,06  |                                |         |       |
| Schede nulle                              | Schede nulle            | 5 012   | 2,64  |                                |         |       |
| Votanti                                   | Votanti                 | 190 026 | 69,94 |                                |         |       |
| Elettori                                  | Elettori                | 271 718 |       |                                |         |       |